# Campionati europei di atletica leggera 2016 - Lancio del disco maschile
Il concorso del lancio del disco maschile dei campionati europei di atletica leggera di Amsterdam 2016 si è svolto il 7 e 9 luglio 2016 presso l'Olympisch Stadion.

## Programma
| Data          | Ora   | Evento         |
| ------------- | ----- | -------------- |
| 7 luglio 2016 | 17:15 | Qualificazione |
| 9 luglio 2016 | 20:35 | Finale         |

Ora locale (UTC+2).

## Risultati

### Qualificazione
Qualificazione: accedono alla finale gli atleti che raggiungono la misura di 64,00 m (Q) o i migliori dodici classificati (q).
| Rank | Group | Name                  | Nationality | #1    | #2    | #3    | Result | Note                                     |
| ---- | ----- | --------------------- | ----------- | ----- | ----- | ----- | ------ | ---------------------------------------- |
| 1    | A     | Lois Maikel Martinez  | Spagna      | x     | 66.00 |       | 66.00  | Q                                        |
| 2    | A     | Daniel Ståhl          | Svezia      | x     | x     | 65.78 | 65.78  | Q                                        |
| 3    | A     | Zoltán Kővágó         | Ungheria    | 65.21 |       |       | 65.21  | Q                                        |
| 4    | A     | Gerd Kanter           | Estonia     | 61.07 | 65.13 |       | 65.13  | Q,                                       |
| 5    | A     | Christoph Harting     | Germania    | 63.74 | x     | 65.09 | 65.09  | Q                                        |
| 6    | B     | Daniel Jasinski       | Germania    | 62.03 | 64.89 |       | 64.89  | Q                                        |
| 7    | B     | Philip Milanov        | Belgio      | 64.53 |       |       | 64.53  | Q                                        |
| 8    | B     | Robert Urbanek        | Polonia     | 64.28 |       |       | 64.28  | Q                                        |
| 9    | B     | Martin Kupper         | Estonia     | 64.23 |       |       | 64.23  | Q                                        |
| 10   | B     | Piotr Małachowski     | Polonia     | 63.95 | 64.15 |       | 64.15  | Q                                        |
| 11   | B     | Rutger Smith          | Paesi Bassi | 61.36 | 62.70 | 63.85 | 63.85  | q,                                       |
| 12   | B     | Hannes Kirchler       | Italia      | 63.12 | 63.74 | x     | 63.74  | q                                        |
| 13   | B     | Andrius Gudžius       | Lituania    | 63.37 | 61.58 | 63.60 | 63.60  | =                                        |
| 14   | A     | Martin Wierig         | Germania    | x     | x     | 63.60 | 63.60  |                                          |
| 15   | A     | Danijel Furtula       | Montenegro  | 60.57 | 59.45 | 63.14 | 63.14  |                                          |
| 16   | B     | Sven Martin Skagestad | Norvegia    | 57.34 | 62.04 | x     | 62.04  |                                          |
| 17   | A     | Erik Cadée            | Paesi Bassi | 61.79 | 61.93 | x     | 61.93  |                                          |
| 18   | A     | Apostolos Parellīs    | Cipro       | 61.89 | x     | x     | 61.89  |                                          |
| 19   | B     | Niklas Arrhenius      | Svezia      | x     | x     | 61.63 | 61.63  |                                          |
| 20   | B     | Mykyta Nesterenko     | Ucraina     | x     | x     | 61.35 | 61.35  |                                          |
| 21   | A     | Bartłomiej Stój       | Polonia     | x     | 61.30 | x     | 61.30  |                                          |
| 22   | A     | Guðni Valur Guðnason  | Islanda     | 58.18 | 57.91 | 61.20 | 61.20  | Miglior prestazione personale stagionale |
| 23   | A     | János Huszák          | Ungheria    | x     | 60.58 | x     | 60.58  |                                          |
| 24   | B     | Frank Casañas         | Spagna      | x     | x     | 59.06 | 59.06  |                                          |
| 25   | A     | Tomáš Vonavka         | Rep. Ceca   | x     | 58.39 | 57.41 | 58.39  |                                          |
| 26   | B     | Róbert Szikszai       | Ungheria    | 58.01 | x     | x     | 58.01  |                                          |
| 27   | A     | Oleksiy Semenov       | Ucraina     | 53.82 | 56.27 | 57.94 | 57.94  |                                          |
| -    | A     | Eligijus Ruškys       | Lituania    | x     | x     | x     | nm     |                                          |
| -    | B     | Ercüment Olgundeniz   | Turchia     | x     | x     | x     | nm     |                                          |
| -    | B     | Axel Härstedt         | Svezia      | x     | x     | x     | nm     |                                          |

### Finale
La finale è stata vinta dal polacco Piotr Małachowski.
| Class   | Atleta               | Nazione     | #1    | #2    | #3    | #4    | #5    | #6    | Risultati | Note                                     |
| ------- | -------------------- | ----------- | ----- | ----- | ----- | ----- | ----- | ----- | --------- | ---------------------------------------- |
| Oro     | Piotr Małachowski    | Polonia     | 62.73 | 65.96 | 66.15 | 67.06 | 65.68 | 64.97 | 67.06     |                                          |
| Argento | Philip Milanov       | Belgio      | 64.07 | 64.46 | 65.71 | 64.79 | x     | 63.49 | 65.71     |                                          |
| Bronzo  | Gerd Kanter          | Estonia     | x     | 65.27 | 62.05 | x     | x     | 62.76 | 65.27     | Miglior prestazione personale stagionale |
| 4       | Christoph Harting    | Germania    | 57.60 | 62.53 | x     | 62.47 | x     | 65.13 | 65.13     |                                          |
| 5       | Daniel Ståhl         | Svezia      | 62.17 | 64.04 | 58.44 | x     | 62.53 | 64.77 | 64.77     |                                          |
| 6       | Zoltán Kővágó        | Ungheria    | x     | 63.27 | 64.66 | x     | x     | 63.13 | 64.66     |                                          |
| 7       | Martin Kupper        | Estonia     | 63.22 | 62.99 | 63.55 | 62.00 | 60.28 | 62.45 | 63.55     |                                          |
| 8       | Daniel Jasinski      | Germania    | 63.00 | 62.11 | 63.35 | 61.87 | 61.00 | 63.07 | 63.35     |                                          |
| 9       | Robert Urbanek       | Polonia     | 61.69 | 58.93 | 62.18 |       |       |       | 62.18     |                                          |
| 10      | Hannes Kirchler      | Italia      | 57.67 | 60.18 | 57.24 |       |       |       | 60.18     |                                          |
| 11      | Rutger Smith         | Paesi Bassi | 57.62 | 59.99 | x     |       |       |       | 59.99     |                                          |
| 12      | Lois Maikel Martínez | Spagna      | 57.40 | 59.17 | 59.27 |       |       |       | 59.27     |                                          |